# Menelau d'Alexandria
|  | Per a altres significats, vegeu «Menelau (desambiguació)». |

Menelau d'Alexandria (en (llatí): Menelaus, en (grec antic): Μενέλαος) fou un matemàtic grec del segle I dC. En Menelau trobem a un dels últims grans matemàtics grecs i, de forma més específica, a un representant clau del punt àlgid de la trigonometria aplicada grega. L'interès del matemàtic per la trigonometria segurament provenia, com era freqüent en l'època, de l'astronomia. Com homenatge per la seva contribució al coneixement, a la Lluna es troba un cràter que porta el seu nom.

## Vida
Com és habitual entre personatges antics, és complicat disposar d'una font precisa i contrastada de la seva vida. Malgrat aquest fet es tenen diverses referències d'altres autors contemporanis i posteriors que citen al matemàtic.
Probablement nasqués i passés la seva joventut a Alexandria, ja que és citat tant per Pappos en la seva Col·lecció matemàtica com per Procle en el comentari del primer llibre dels Elements com "Menelau d'Alexandria".
Més tard, es va traslladar a Roma on va fer dues observacions en temps de Trajà (any 98 dC) que queden recollides en l'obra de Ptolemeu Almagest. La primera d'aquestes observacions va ser l'ocultació de l'estrella Spica per la lluna a la desena hora de la nit (això correspon a les quatre de la matinada en l'horari estacional o a les cinc en l'estàndard) del dia 15-16 del mes egipci Mechir (té lloc entre el 8 de febrer i el 9 de març del calendari gregorià) i la seva aparició una hora després. La segona observació va tenir lloc en el 18-19 del mes Mechir i es tractava d'una alineació d'una franja de la lluna amb certes estrelles de la constel·lació de l'Escorpí. Gràcies a aquests esdeveniments i comparant-los amb els fets per Timocari uns 400 anys abans, Ptolemeu (i possiblement Menelau abans) va poder confirmar la descripció feta per Hiparc de la precessió dels equinoccis.
Les dates citades per Ptolemeu el situarien com un contemporani de Plutarc i, de fet, el mateix Plutarc deixa constància de la seva participació en el diàleg De facie in orbe lunas (cap. 17) on Lucius demana perdó a Menelau el matemàtic per qüestionar la proposició fonamental en òptica que diu que els angles d'incidència i reflexió respecte a la normal de la superfície són iguals. Una traducció aproximada d'aquest fragment seria la següent:
| «                                                       | (grec antic) ‘ἀλλὰ νὴ Δί᾽’ εἶπεν ὁ Λεύκιος ‘καὶ τοῦτ᾽ ἐρρήθη’ καὶ πρός γε Μενέλαον ἀποβλέψας ἐν τῷ διαλέγεσθαι τὸν μαθηματικὸν ‘αἰσχύνομαι μέν’ ἔφη ‘σοῦ παρόντος, ὦ φίλε Μενέλαε, θέσιν ἀναιρεῖν μαθηματικήν, ὥσπερ θεμέλιον τοῖς κατοπτρικοῖς ὑποκειμένην πράγμασιν: ἀνάγκη δ᾽ εἰπεῖν ὅτι τὸ πρὸς τὰς ἴσας γίγνεσθαι γωνίας ἀνάκλασιν πᾶσαν, οὔτε φαινόμενον αὐτόθεν οὔθ᾽ | (català) «Sí, per Déu», va dir Lucius, «també es va parlar d'això»; i, mirant el matemàtic Menelau mentre parlava, digué: “En la vostra presència, estimat Menelau, m'avergonyeix de refutar una proposició matemàtica, el fonament, per dir-ho així, sobre el qual descansa el tema de la catròptica. No obstant això, cal dir que la proposició: "tota reflexió es produeix en angles iguals", no és ni evident ni un fet admès. | » |
| — Plutarc, De faciae quae in orbe lunare apparet. 930a. | | |   |

## Obra

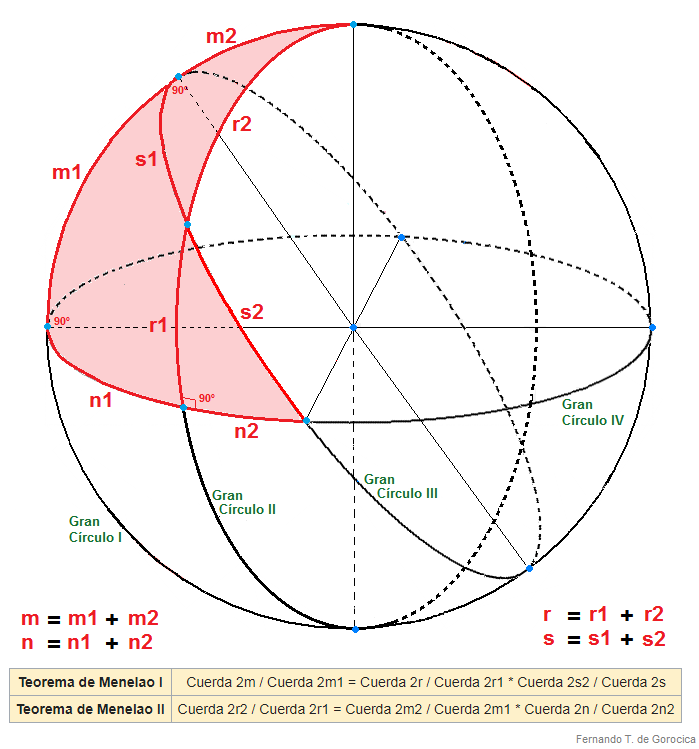
Configuració de Menelau per a la resolució de triangles esfèrics.

### L'Sphaerica(La Esfera)
En Menelau trobem a un dels primers representants del que coneixem avui dia com trigonometria esfèrica i és en aquesta àrea de les matemàtiques en la qual més importància ha tingut el treball del matemàtic alexandrí. Aquest fet prové tant del nivell matemàtic al qual els grecs havien arribat com que l'Sphaerica (L'esfera), dedicada en gran part a aquest tipus de trigonometria, sigui l'única obra que s'hagi conservat de Menelau. Tot i això no ha sobreviscut cap edició en grec sinó que és a través de traduccions, com la feta a l'àrab que va ser traduïda posteriorment al llatí per Gerard de Cremona en el segle xii, la forma en la qual s'ha conservat l'Sphaerica. És la primera obra en la qual es dona una definició de triangle esfèric, objecte matemàtic fonamental per a l'astronomia. L'estudi d'aquests triangles va ser el punt de partida de la trigonometria esfèrica. En el tercer llibre d'aquesta obra és on es demostra per primera vegada el conegut Teorema de Menelau.
La influència d'aquesta obra és cabdal perquè resulta molt complicat trobar obres astronòmiques posteriors on no es citin resultats d'aquest treball (principalment el Teorema de Menelau). Va tenir un fort impacte en el desenvolupament de les matemàtiques, sobre tot a partir del segle IX, a través dels matemàtics de l'islam medieval.

### Altres obres
Tot i no tenir en l'actualitat més obres de Menelau, es pot afirmar amb una certa seguretat que l'Sphaerica no va ser l'única obra de Menelau, ja que s'han trobat en diversos escrits referències a obres que no han arribat als nostres dies. En un compendi biobibliogràfic àrab de la segona meitat del segle x (el Kitab al-Fíhrist d'Ibn an-Nadim, que es traduiria com Llibre de l'Índex), a l'apartat sobre les matemàtiques, s'hi troben esmentades diverses obres de Menelau:
- Tractat de cordes en un cercle. Teó d'Alexandria cita en un dels seus llibres, on comenta l'Almagest de Ptolemeu, que Menelau havia escrit un tractat semblant a la taula de cordes de Ptolemeu en sis llibres.[11] Aquest tractat giraria entorn de les relacions trigonomètriques que relacionaven els sinus de diversos angles, altres propietats similars dins del cercle unitat així com alguns polígons regulars inscrits en el mateix cercle.[2]
- Tractat sobre els arcs del zodíac. També se li atribueix presumiblement un catàleg d'estrelles fixes per les referències donades pels escriptors àrabs Al-Battaní (c. 929), al-Suffi (c.986) i Hajji-Khalifa. Aquest fet pot portar a pensar que algunes de les observacions fetes per Menelau fossin en aquest catàleg però és difícil d'assegurar.
- Elements de la geometria. Obra dividida en tres llibres i editada per Thàbit ibn Qurra.[12] El primer llibre tractava de triangles, el segon portava per títol De cognitione quantitatis discretae corporum permixtorum tal com el va traduir Wenrich i l'últim llibre possiblement seria un tractat sobre balanç hidroestàtic (arran del llibre de l'àrab Al-Khaziní sobre hidroestàtica on cita treballs de Menelau).[13] Els interessos de Menelau en la mecànica van ser principalment l'estudi dels pesos específics i l'anàlisi d'aliatges.

És probable que en el primer llibre d'aquest text (o potser en l'obra explicada a continuació) figurés una demostració directa, en comptes de per reducció a l'absurd, d'una proposició d'Euclides. Aquesta proposició era la següent: «Si dos triangles tenen dos costats iguals, però un té la base més gran que la base de l'altre, aleshores l'angle descrit pels dos costats en un triangle serà més gran que en l'altre.» La demostració explicada a continuació prova, de fet, que l'angle del triangle amb la base més gran serà el més gran.
Siguin {\displaystyle ABC} i {\displaystyle DEF} els dos triangles amb {\displaystyle AB=DE,AC=DF}, i {\displaystyle BC>EF}, és a dir {\displaystyle ABC} és el triangle amb la base més gran.

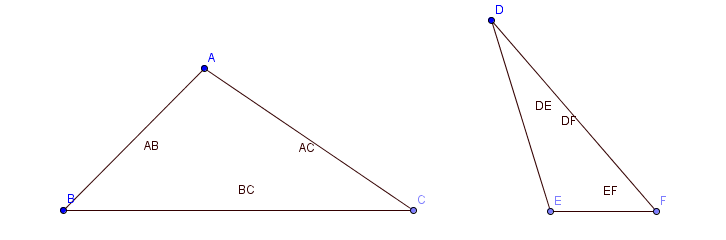
Triangles ABC i DEF.

A continuació la idea serà construir un triangle congrüent a {\displaystyle DEF} al voltant del punt {\displaystyle B} (que serà l'equivalent al punt {\displaystyle E} del segon triangle). Així doncs es posa ara al costat {\displaystyle BC} un punt {\displaystyle G} tal que {\displaystyle BG=EF}. Tot seguit es trasllada l'angle {\displaystyle {\widehat {DEF}}} a {\displaystyle B} creant un punt {\displaystyle H} tal que {\displaystyle {\widehat {DEF}}={\widehat {GBH}}} i s'uneix {\displaystyle B} amb {\displaystyle H} i {\displaystyle H} amb {\displaystyle G}.

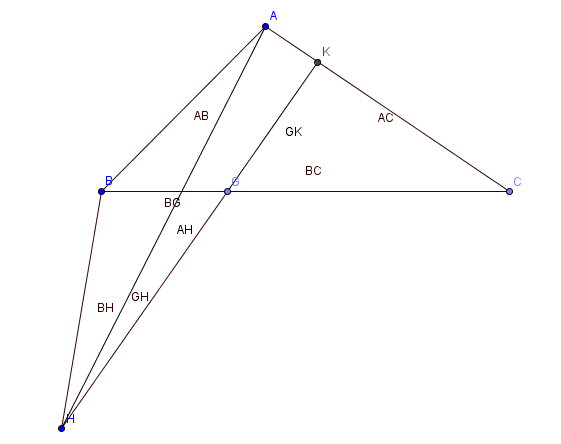
Construcció emprada en la demostració.

D'aquesta manera s'ha obtingut que el triangle {\displaystyle BGH} és congrüent a {\displaystyle DEF} (es té una isometria per passar d'un a l'altre), ja que {\displaystyle HG=DF=AC}. Ara s'allarga la recta que uneix {\displaystyle H} amb {\displaystyle G} fins al punt de tall amb el costat {\displaystyle AC} que es denotarà per {\displaystyle K}. Com {\displaystyle HK} és un allargament del segment {\displaystyle HG} és obvi que és més gran que aquest darrer i, per tant, més gran que {\displaystyle AC}. D'aquest últim fet es veu que també és més gran que {\displaystyle AK} fàcilment. Per tant, l'angle {\displaystyle {\widehat {KAH}}} és més gran que l'angle{\displaystyle {\widehat {KHA}}}. I ja que {\displaystyle AB=BH} es té que {\displaystyle {\widehat {BAH}}={\widehat {BHA}}} al tractar-se {\displaystyle ABH} d'un triangle isòsceles.
En resum es pot assegurar que {\displaystyle {\widehat {EDF}}={\widehat {BHG}}={\widehat {AHB}}+{\widehat {KHA}}<{\widehat {BAH}}+{\widehat {KAH}}={\widehat {BAK}}={\widehat {BAC}}}.
En un altre escrit s'assegura que Elements de geometria contenia la demostració de la duplicació del cub d'Arquites; aquesta demostració consisteix en la intersecció d'un tor i un cilindre. Segons una conjectura de l'historiador francès Paul Tannery aquest fet tindria molta relació amb l'estudi de la corba paradoxal (en paraules de Menelau), la qual Pappos assegura en una de les seves obres que l'alexandrí va estudiar. Tannery va proposar que aquesta corba es podria tractar de la corba de Viviani (corba que pot aparèixer en intersecar una semiesfera amb un semicilindre), una corba bastant especial, ja que té un punt doble (punt amb dos tangents diferents).
- El Llibre de les Proposicions Esfèriques i Sobre el Coneixement dels Pesos i la Distribució de diferents cossos també són citades en el registre.